# Is-orm
for metan-is-orme se Hesiocaeca methanicola
Is-orme er arter af ormeslægten Mesenchytraeus, som lever i gletsjeris. De omfatter Mesenchytraeus solifugus, M. harrimani, M. kuril, M. maculatus og M. obscurus.
De første is-ormearter blev opdaget i 1887 i Alaska på Muir Glacier . Disse is-orme findes på gletsjere i Alaska, Washington, Oregon og Britisk Columbia.  De er ikke blevet fundet i andre isdækkede områder i verden. Navnet "solifugus" er latin for "sol-undvigende", da is-ormene kryber under isen før daggry. Enzymer i is-orme har meget lave optimale temperaturer og kan blive denatureret ved ganske få plusgrader celsius. Når is-orme udsættes for temperaturer højere end 5 grader celsius, falder deres membranstrukturer fra hinanden ("smelter") hvilket forårsager, at ormen bliver flydende. Is-orme er adskillige centimeter lange, og kan være sorte, blå eller hvide. Is-ormene kommer til overfladen af gletsjerne om aftenen og morgenen for at spise snealger. På Suiattle Glacier i North Cascades indikerer gletsjertællinger, at populationen på denne gletsjer er over 7 milliarder is-orme.
Det vides ikke hvordan is-orme bevæger sig gennem isen. Nogle forskere mener, at de kravler gennem mikroskopiske revner i islaget, mens andre tror de udskiller sekreter med kemikalier, som kan smelte isen ved at mindske isens frysepunkt, ligesom antifrysevæske.